# Coopertown
Coopertown és una població dels els Estats Units a l'estat de Tennessee. Segons el cens del 2000 tenia 3.027 habitants.

## Demografia
Segons el cens del 2000, Coopertown tenia 3.027 habitants, 1.078 habitatges, i 914 famílies. La densitat de població era de 36,7 habitants/km².
Dels 1.078 habitatges en un 40,1% hi vivien nens de menys de 18 anys, en un 73,4% hi vivien parelles casades, en un 7,1% dones solteres, i en un 15,2% no eren unitats familiars. En l'11,9% dels habitatges hi vivien persones soles el 4% de les quals corresponia a persones de 65 anys o més que vivien soles. El nombre mitjà de persones vivint en cada habitatge era de 2,81 i el nombre mitjà de persones que vivien en cada família era de 3,03.
Per edats la població es repartia de la següent manera: un 26,8% tenia menys de 18 anys, un 6,1% entre 18 i 24, un 33,8% entre 25 i 44, un 24,7% de 45 a 60 i un 8,6% 65 anys o més.
L'edat mediana era de 36 anys. Per cada 100 dones de 18 o més anys hi havia 104,3 homes.
La renda mediana per habitatge era de 56.122 $ i la renda mediana per família de 58.947 $. Els homes tenien una renda mediana de 37.059 $ mentre que les dones 25.875 $. La renda per capita de la població era de 24.818 $. Entorn del 4,1% de les famílies i el 5,5% de la població estaven per davall del llindar de pobresa.

## Poblacions més properes
El següent diagrama mostra les poblacions més properes.